# Constituição Cherokee de 1827

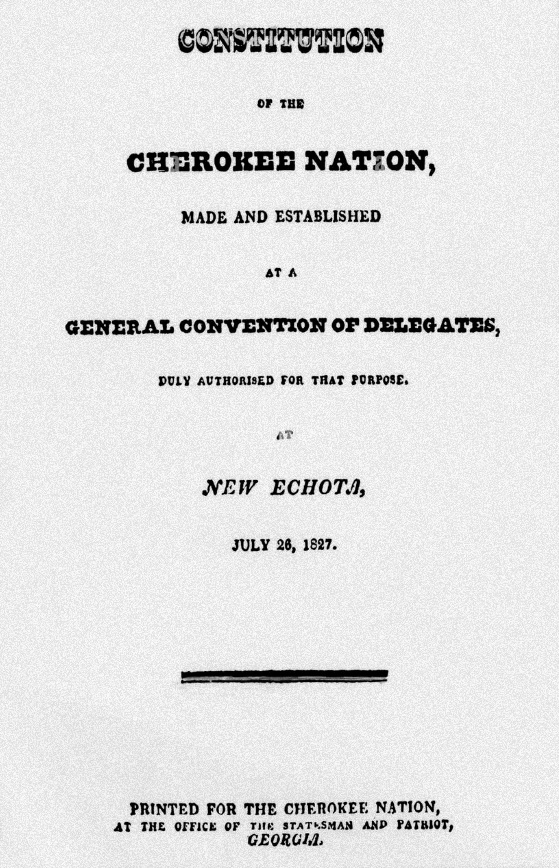
Original da Constituição Cherokee de 1827.

A Constituição Cherokee de 1827, oficialmente “Constituição da Nação Cherokee”, foi a primeira constituição da Nação Cherokee e o primeiro documento legal indígena produzido nos Estados Unidos, estabelecido em julho de 1827.

## Contexto
Entre 1787 e 1820, a população dos Estados Unidos praticamente triplicou. Porém, as populações nativas do país eram sistematicamente excluídas dos processos oficiais de recenseamento, ainda que, para o período em questão, não fossem numericamente desprezíveis. O principal motivo dessa exclusão era o fato de que a grande maioria da população indígena americana não estava sujeita à taxação, embora questões raciais e disputas territoriais também pesassem a esse respeito.
Pensando nisso, grande parte dos cerca de 15 mil indígenas da Nação Cherokee, em sua maior parte baseados no estado da Geórgia, passou a reivindicar o status de nação independente dentro dos Estados Unidos, exigindo uma constituição política que assegurasse esse status perante o governo americano. Àquela altura, embora reduzidos em números, os Cherokee eram um povo altamente alfabetizado, trabalhavam em sua maioria na lavoura e tinham acesso a uma grande circulação de material e mídia impressa – no mesmo período, já circulava entre eles o Cherokee Phoenix, primeiro jornal editado e de propriedade indígena nos Estados Unidos.

## Princípios
Em 1827, líderes da Nação Cherokee organizaram uma convenção constitucional em seus territórios. Como resultado, redigiram a “Constituição da Nação Cherokee”, em grande parte inspirada na Constituição dos Estados Unidos de 1787, porém, com pormenores originais referentes às questões indígenas da época, declarando os Cherokee “uma nação livre e distinta”. Em seu preâmbulo, a Constituição Cherokee declarava: “Nós, os representantes do povo da Nação Cherokee, em Convenção reunida, proclamamos a seguinte Constituição para seu futuro governo [...]”.

Além da clara inspiração na carta americana de 1787, o novo documento indígena estabelecia rigorosos limites territoriais a respeito das fronteiras da Nação Cherokee:
Partindo da margem norte do rio Tennessee na parte superior dos velhos campos chickasaw; depois seguindo o canal principal desse rio, incluindo todas as ilhas ali, até a foz do rio Hiwassee, depois subindo o canal principal desse rio incluindo as ilhas, até o primeiro morro que se aproxima desse rio, cerca de duas milhas acima da cidade velha de Hiwassee.

## Posteridade

Bandeira da Nação Cherokee (1978).

A Constituição Cherokee de 1827 não teve sua legalidade reconhecida pelo governo estadual da Geórgia, tampouco pelo governo federal em Washington, sepultando qualquer expectativa indígena de autogoverno e de aspirações nacionais. A partir de 1830, a maioria desses nativos foi expulsa de suas terras, sendo obrigada a migrar para o atual estado de Oklahoma, o que ocasionou a morte de cerca de 4 mil Cherokees, apenas nesse processo de deslocamento forçado de sua população. Apesar disso, vários outros agrupamentos e nações indígenas dos Estados Unidos se utilizaram da iniciativa e experiência Cherokee para reivindicarem seus próprios direitos, ainda que também sem sucesso na maioria dos casos.